# GBA集团
GBA集團有限公司，原名中建置地集團有限公司（簡稱中建置地、中建置地集團）。前稱中建科技國際、中建科技，和大灣區投資控股集團有限公司（英語：CCT Tech International Limited，港交所：0261），在2002年11月7日，從中建科技集團有限公司換取上市而來，主要業務製造、銷售、設計及開發電訊及電子產品及配件。中建電訊集團有限公司旗下公司。
中建科技主要替通用電氣代工生產電話產品，主要銷售是來自中國。總部位於香港告士打道77–79號富通大廈31樓。過去曾被母公司提出私有化，但由於小股東未能完全接納而被迫觸礁。
中建科技國際有限公司，在2013年4月24日，宣布，向大股東中建電訊(00138.HK)收購CCT Land 99.995%，後者主要在內地從事住宅及商業物業的發展，並擁有位於遼寧省鞍山市多個物業發展項目，涉及可售及計劃出售樓面面積共約52.76萬平方米，初步估值10.53億元；代價9億元，將透過發行三年期免息承兌票據支付。
完成後，中建電訊仍持有中建科技國際有限公司50.49%權益，故於CCT Land持股實際攤薄49.51%。同時，中建科技建議將公司名稱更改為「中建置地集團」；中建電訊則改為「中建富通集團」。2013年8月21日，中建科技公布，公司已改名為中建置地集團，新簡稱將於本周五（8月23日）生效，同日起英文簡稱改為「CCT LAND」。
2019年3月29日，公司名稱改為大灣區投資控股集團有限公司。
2020年7月13日，公司名稱由「大灣區投資控股集團有限公司」（Greater Bay Area Investments Group Holdings Limited）更名為「GBA 集團有限公司」（GBA Holdings Limited）。

## 連結
- gbaholdings.com（页面存档备份，存于）